# 邱泰源
邱泰源（1956年10月30日—），臺灣醫師、政治人物，嘉義人。現任衛生福利部部長、總統府健康台灣推動委員會執行秘書。曾任立法委員、中華民國醫師公會全國聯合會（醫師公會全聯會）理事長、國立臺灣大學醫學院教授。
2016年10月4日，時任立法委員徐國勇辭職（轉任行政院發言人），邱泰源遞補為立法委員（第9屆，全國不分區）。民主進步黨在次屆（第10屆）仍提名其擔任不分區立委，為民進黨醫療專業代表，並順利當選連任。立法院「國際醫衛交流促進會」在其主導下成立。
地方事務方面，邱泰源於竹東鎮、芎林鄉設有服務處。

## 選舉紀錄
| 年度 | 選舉屆數           | 選舉區                                 | 所屬政黨   | 得票數    | 得票率 | 當選標記 | 備註 |
| ---- | ------------------ | -------------------------------------- | ---------- | --------- | ------ | -------- | ---- |
| 2016 | 第九屆立法委員選舉 | 全國不分區及僑居國外國民立法委員選舉區 | 民主進步黨 | 5,370,953 | 44.06% |          |      |
| 2020 | 第十屆立法委員選舉 | 全國不分區及僑居國外國民立法委員選舉區 | 民主進步黨 | 4,811,241 | 33.98% |          |      |

## 爭議

### 《醫師法》修法
2022年5月30日，立法院完成《醫師法部分條文修正草案》之二讀，在民進黨團提議下完成三讀，七項附帶決議亦一併通過，其中備受爭議的「七項附帶決議」，被台灣牙醫界撻伐，批評立法委員挾偏鄉、長照資源缺乏醫療緊迫為由，無視台灣醫事人員培訓制度，意圖為非台灣體系出身的外國醫科生大開方便之門，並衝擊台灣已趨於飽和的牙醫師從業市場，其中由民進黨黨團提出「五項附帶決議」（其餘兩項由政黨協商提出），賴惠員、邱泰源兩位委員以「提案人」、「簽署人」身份，全數有涉，其他參與簽署委員包括民進黨籍吳玉琴、陳瑩、劉建國、莊競程、柯建銘，國民黨籍曾銘宗，民眾黨籍蔡壁如。

## 外部連結
- 中華民國醫師公會全國聯合會

| 中華民國政府職務 | 中華民國政府職務                      | 中華民國政府職務 |
| ---------------- | ------------------------------------- | ---------------- |
| 行政院           |                                       |                  |
| 前任： 薛瑞元    | 衛生福利部部長 第六任 2024年5月20日－ | 現任             |